# Marcel Spilliaert
Pour les articles homonymes, voir Spilliaert.
Marcel Spilliaert (né le 4 novembre 1924 à Meaux, mort le 17 octobre 1992 à Montpellier) était un joueur français de water-polo.
Onze fois champion de France avec les Enfants de Neptune de Tourcoing, il participe aux épreuves de water-polo des Jeux olympiques d'été de 1948, à Londres, au sein de l'équipe de France qui termine sixième sur dix-huit équipes.
En 1956, il emménage à Montpellier et devient bénévole de la section water-polo du Montpellier Université Club (MUC) jusqu'à sa mort.
En 1998, sa femme Louise et leur fils Christophe Spilliaert créent le Montpellier Water-Polo pour prendre le relais de la section du MUC en faillite.